# Nektanebos I.
Cheperkare Nechetnebef, besser bekannt unter seinem hellenisierten Namen Nektanebos I., war ein altägyptischer Pharao, der mit der 30. Dynastie die letzte einheimische Dynastie Ägyptens begründete.

## Regierung

### Thronbesteigung und Familie
Nektanebos war ein General aus Sebennytos und Sohn eines hochrangigen Offiziers namens Tachos (Hellenisierung des ägyptischen Namens Djedhor). Eine in Hermopolis entdeckte Stele liefert Anhaltspunkte, dass Nektanebos durch Umsturz, möglicherweise sogar Ermordung, des letzten Pharaos der 29. Dynastie, Nepherites II., an die Macht kam. Eventuell wurde Nektanebos bei seinem Putsch durch den Athener General Chabrias unterstützt. Seine Krönungszeremonie ließ Nektanebos 379/378 v. Chr. sowohl in Sais als auch Memphis ausrichten, und verlegte die Hauptstadt von Mendes nach Sebennytos.
Die Verwandtschaftsbeziehungen zwischen Nektanebos und seinen Vorgängern der 29. Dynastie sind nicht vollständig aufgeklärt. Für Nepherites II. und Achoris zeigte er wenig Wertschätzung, da er den ersten für unfähig hielt und den zweiten als Usurpator bezeichnete. Für Nepherites I. schien er hingegen mehr Beachtung zu haben; der König wird daher als Nektanebos Vater oder Großvater angesehen, obwohl derzeit die Ansicht vertreten wird, dass sich diese Zuordnung eher auf eine Fehldeutung der Demotischen Chronik zurückführen lässt. Es wird jedoch davon ausgegangen, dass sowohl Achoris als auch Nektanebos in irgendeiner Weise mit Nepherites I. verwandt gewesen sind.
Von Nektanebos sind zwei Söhne bekannt: der zum Nachfolger ernannte Tachos und Tjaihepimu.

### Tätigkeiten in Ägypten

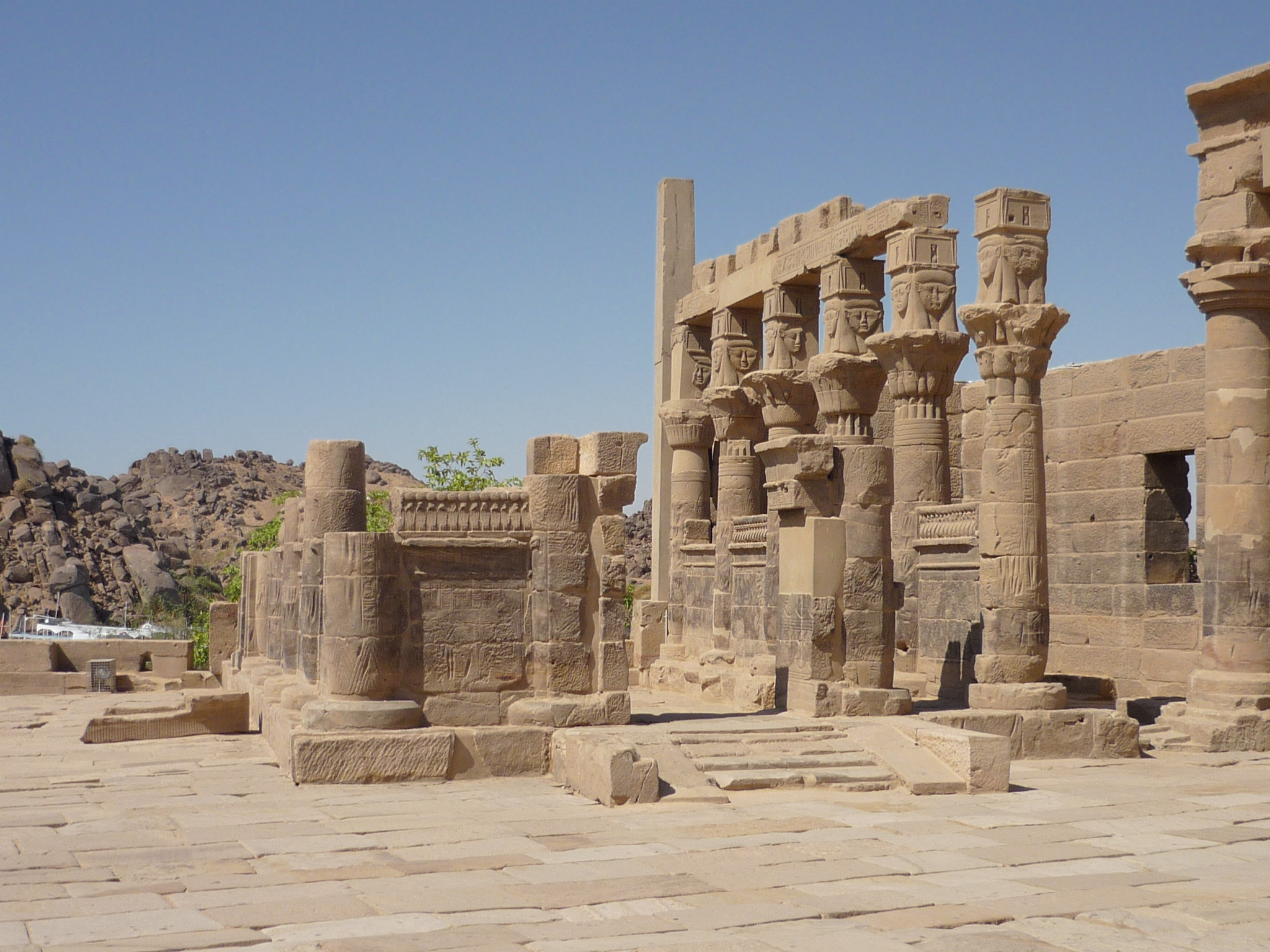
Vorhalle des Isis-Tempels in Philae

Nektanebos ließ so viele Bauwerke errichten und restaurieren, wie schon lange kein ägyptischer Pharao mehr vor ihm. Seine in Auftrag gegebenen Arbeiten konzentrierten sich auf Tempel in allen Teilen des Landes.
Auf der Insel Philae nahe Assuan begann er mit der Errichtung der Vorhalle für den Isis-Tempel, welcher später zu einer der wichtigsten religiösen Stätten Ägyptens werden sollte. Nektanebos ließ auch den ersten Pylon im Amunbezirk in Karnak anlegen. Zudem wird vermutet, dass das frühste bekannte Mammisi aus Dendera von ihm stammt. Archäologische Funde bei Hermopolis, Hermopolis Parva, Saft el-Hinna und Mendes bezeugen, dass der vor allem während der Perserzeit (27. bis 31. Dynastie) verbreitete heilige Tierkult von Nektanebos gefördert wurde. Weitere Heiligtümer wurden vom Pharao in Memphis, Tanis und Elkab in Auftrag gegeben.

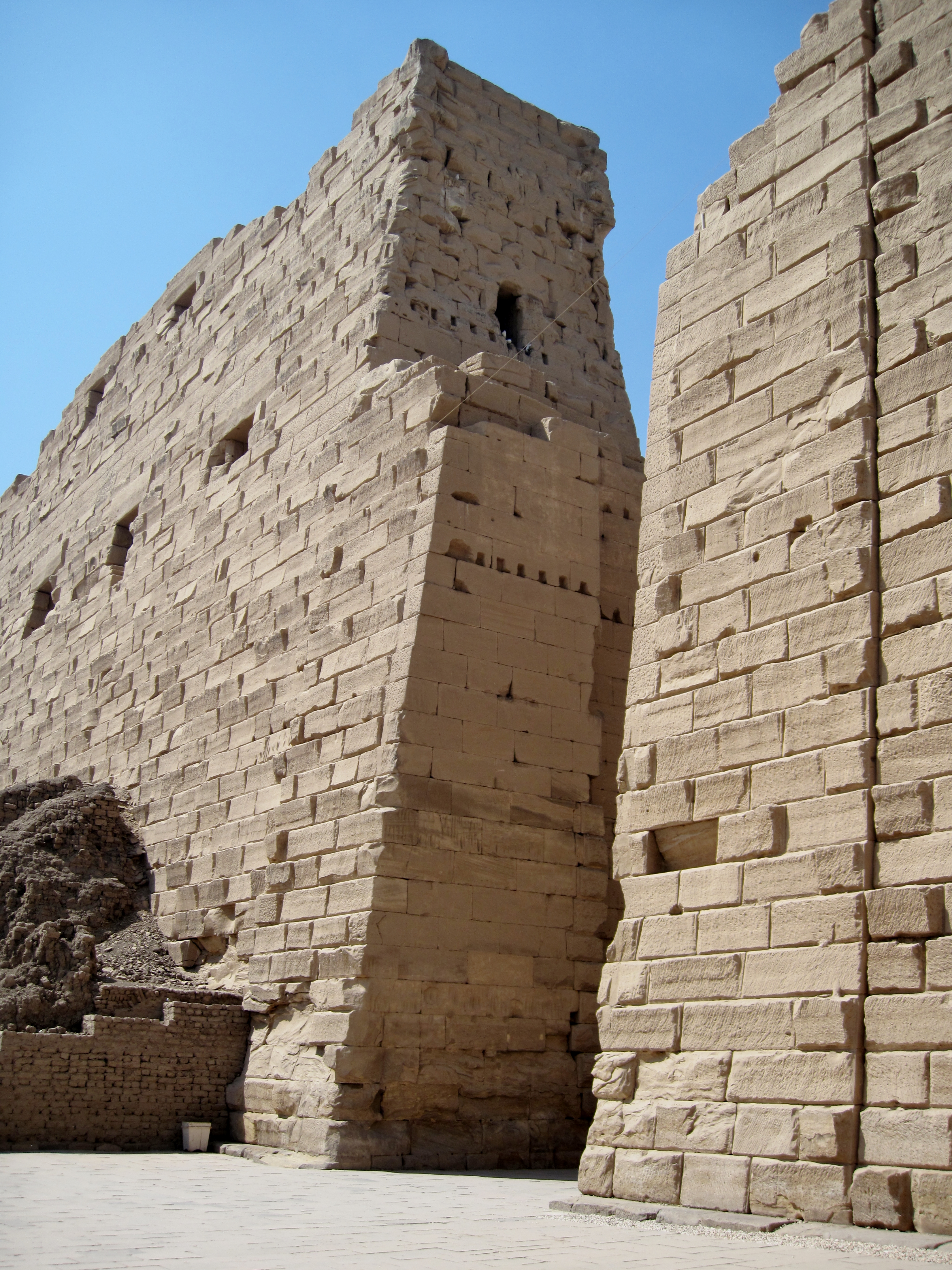
Erster Pylon in Karnak

Nektanebos zeigte sich gegenüber der Priesterschaft sehr großzügig. Ein Dekret aus seinem ersten Jahr, das auf einer Stele aus Naukratis entdeckt wurde, legte fest, dass zehn Prozent der aus Importen und heimischer Produktion gewonnenen Steuereinnahmen der Stadt für den Tempel der Neith in Sais bestimmt waren. Eine Kopie der Stele wurde vor wenigen Jahren in der heute verschütteten Stadt Herakleion entdeckt. Die zuvor erwähnte Stele aus Hermopolis, die vor einem Pylon von Ramses II. stand, führt Spenden von Nektanebos an lokale Götter sowie andere bewilligte Zuwendungen an die Priester des Horus von Edfu auf. Nektanebos Großzügigkeit zeigt seine Hingabe zu den Göttern, aber auch gleichzeitig, dass er versuchte, sich durch finanzielle Zuwendungen die Unterstützung der Wohlhabendsten des Landes zu sichern.

### Einfall der Perser
374/375 v. Chr. sah sich Nektanebos mit einem persischen Versuch zur Wiedereinnahme Ägyptens konfrontiert. Das Land war für den achämenidischen König Artaxerxes II. eine aufständische Satrapie unter vielen. Nach sechsjähriger Vorbereitung, bei der man u. a. Druck auf Athen ausübte, den in ägyptischen Dienst stehenden griechischen General Chabrias in die Heimat abzuberufen, entsandte Artaxerxes eine Großarmee, die vom athenischen General Iphikrates und dem Perser Pharnabazos II. angeführt wurde. Den Berichten zufolge soll diese über 200.000 Mann stark gewesen sein und persische Soldaten, griechische Söldner sowie über 500 Schiffe umfasst haben. Die von Nektanebos in Auftrag gegebene Befestigung des pelusischen Armes zwang die feindliche Flotte einen anderen Weg einzuschlagen um den Nil hinaufzusegeln. Die Flotte wählte schließlich den weniger gut verteidigten mendesischen Nilarm.
Ein zwischen Iphikrates und Pharnabazos entstandenes gegenseitiges Misstrauen verhinderte ein weiteres Vorrücken nach Memphis. Die jährliche Nilflut und die Entschlossenheit, mit der die ägyptischen Truppen ihr Land verteidigten, wandelten eine anfänglich für Nektanebos als sicher scheinende Niederlage in einen klaren Sieg um.
Ab 368 v. Chr. begannen viele westliche Satrapen des Achämenidenreiches gegen Artaxerxes II. zu rebellieren. Nektanebos sicherte den aufständischen Satrapen finanzielle Unterstützung zu und stellte die Beziehungen zu Sparta und Athen wieder her.

## Nachfolge
Nektanebos starb in seinem 19. Regierungsjahr. Sein Grab, sein Sarkophag und seine Mumie wurden niemals aufgefunden. Gegen Ende seiner Regierung, möglicherweise um die dynastischen Probleme zu beheben, unter denen seine Vorgänger litten, führte Nektanebos mit der Inthronisierung seines Sohnes Tachos die vor langer Zeit aufgegebene Praxis der Koregentschaft wieder ein. Kurz nach Tachos Thronbesteigung wurde dieser jedoch von seinem Bruder Tjaihepimu hintergangen, der seinen eigenen Sohn Nektanebos II. auf den ägyptischen Thron setzte.